# Cabo Flannery
El cabo Flannery es un cabo que constituye el extremo oeste de la isla Thule o Morrell del grupo Tule del Sur, en las Islas Sandwich del Sur. Se encuentra en la costa oeste entre la punta Morrell y la punta Wasp.
El cabo fue cartografiado y nombrado en 1930 por el personal del RRS Discovery II de Investigaciones Discovery, homenajeando a Sir James Fortescue Flannery, ingeniero y político conservador miembro del Comité Discovery. Flannery fue quien diseñó el Discovery II. El casco del buque fue fortalecido para resistir el hielo, y los motores fueron adaptados para el duro clima. El topónimo reconoce su contribución a la expedición británica.
Como el resto de las Sandwich del Sur, la isla no está ni habitada ni ocupada, y es reclamada por el Reino Unido que la hace parte del territorio británico de ultramar de las Islas Georgias del Sur y Sandwich del Sur, y por la República Argentina, que la hace parte del departamento Islas del Atlántico Sur dentro de la provincia de Tierra del Fuego, Antártida e Islas del Atlántico Sur.